# Fucheng (socken i Kina, Guangxi, lat 21,77, long 108,36)
Fucheng (kinesiska: 附城, 附城乡) är en socken i Kina. Den ligger i den autonoma regionen Guangxi, i den södra delen av landet, omkring 120 kilometer söder om regionhuvudstaden Nanning.
Genomsnittlig årsnederbörd är 3 054 millimeter. Den regnigaste månaden är juli, med i genomsnitt 679 mm nederbörd, och den torraste är januari, med 40 mm nederbörd.